# Gelin (köpinghuvudort i Kina, Guizhou Sheng, lat 28,55, long 107,52)
Gelin (kinesiska: 格林, 格林镇) är en köpinghuvudort i Kina. Den ligger i provinsen Guizhou, i den sydvästra delen av landet, omkring 230 kilometer norr om provinshuvudstaden Guiyang. Antalet invånare är 20 277. Befolkningen består av 9 940 kvinnor och 10 337 män. Barn under 15 år utgör 29,0 %, vuxna 15-64 år 58 %, och äldre över 65 år 12,0 %.